# Criminale
Die Criminale (Eigenschreibweise: CRIMINALE) ist das jährlich stattfindende große Krimifest des Syndikats, dem Verein für deutschsprachiger Kriminalliteratur. Auf dem mehrtägigen Event werden Lesungen, Gesprächsrunden, Signierstunden, Workshops und einiges mehr mit über 200 Autoren durchgeführt. Den Besuchern der Criminale eröffnet sich die Gelegenheit, bekannte Schriftsteller und auch Neulinge des Krimigenres, die ihre Werke in über 60 Einzelveranstaltungen präsentieren, aus nächster Nähe zu erleben. Die Criminale findet in wechselnden Orten beziehungsweise Regionen (Tatorte) statt.
Höhepunkt der CRIMINALE ist die Verleihung des Glausers (früher Friedrich-Glauser-Preis) in fünf Kategorien. Alle Preisträger einschließlich der Einzelheiten zum Auswahlverfahren befinden sich im Artikel zum Glauser.

## Tatorte
| Jahr | Ort             | Jahr | Ort                     | Jahr | Ort                   | Jahr | Ort                             |
| ---- | --------------- | ---- | ----------------------- | ---- | --------------------- | ---- | ------------------------------- |
| 1986 | Gelsenkirchen   | 1987 | Hamburg                 | 1988 | Gladbeck              | 1989 | Berlin                          |
| 1990 | Moers           | 1991 | Bremen                  | 1992 | Dobříš/Prag           | 1993 | Köln                            |
| 1994 | Gelsenkirchen   | 1995 | Potsdam                 | 1996 | Gießen                | 1997 | Jever                           |
| 1998 | Berlin          | 1999 | Daun                    | 2000 | Essen                 | 2001 | Mosbach                         |
| 2002 | München         | 2003 | Westerburg und Rennerod | 2004 | Niederrhein           | 2005 | Hochsauerlandkreis              |
| 2006 | Koblenz         | 2007 | Weinstraße              | 2008 | Wien                  | 2009 | Singen                          |
| 2010 | Nordeifel       | 2011 | Niederrhein             | 2012 | Hochsauerlandkreis    | 2013 | Bern, Burgdorf, Solothurn, Thun |
| 2014 | Nürnberg, Fürth | 2015 | Büsum                   | 2016 | Marburg               | 2017 | Graz, Österreich                |
| 2018 | Halle (Saale)   | 2019 | Aachen                  | 2020 | wegen Corona abgesagt | 2021 | wegen Corona abgesagt           |
| 2022 | Iserlohn        | 2023 | Darmstadt               | 2024 | Hannover              | 2025 | Schwetzingen                    |